# Ribeira Sacra

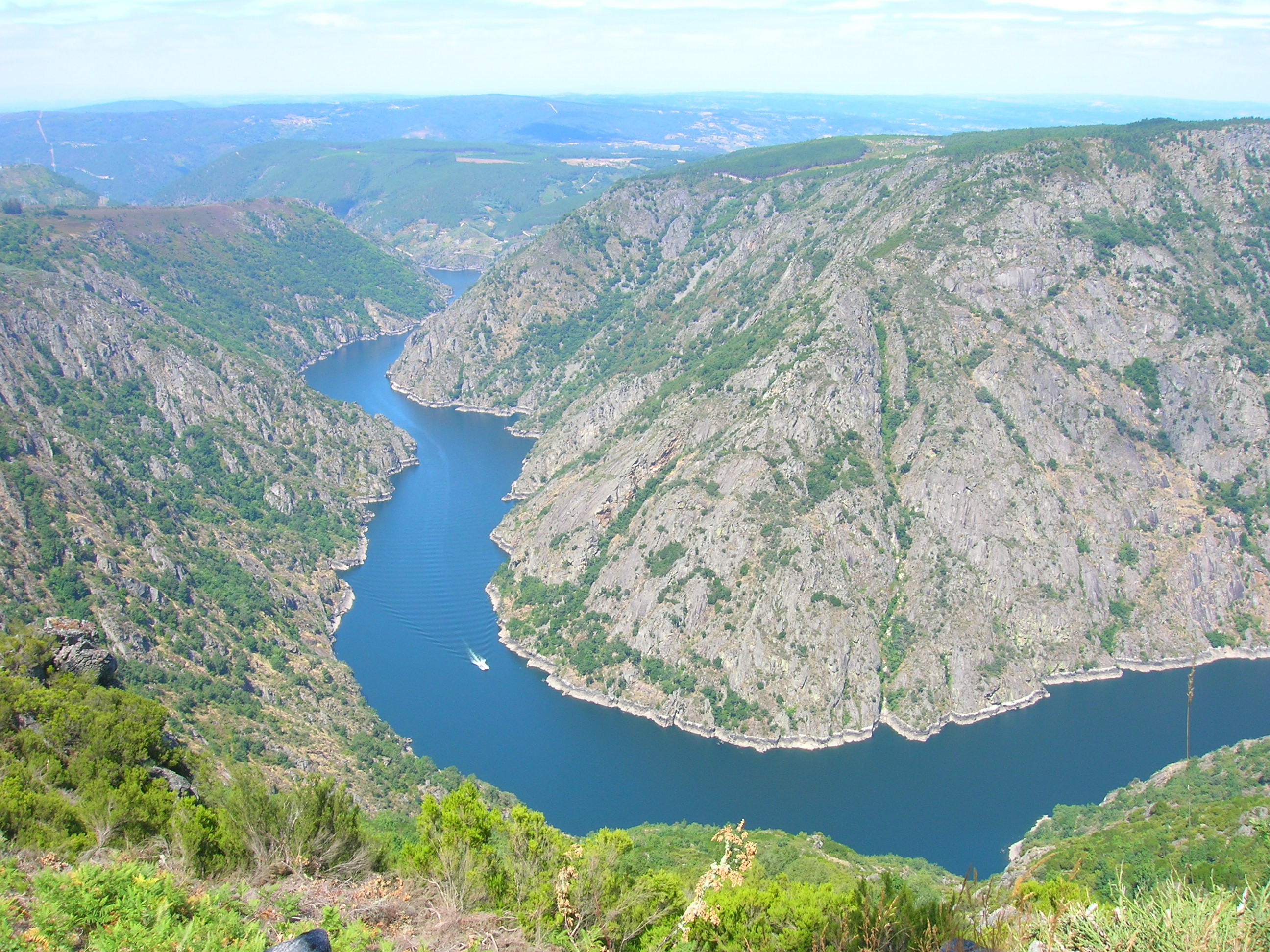
Vista del cañón del Sil desde el mirador de Cabezoás, en el municipio orensano de Parada de Sil. El catamarán turístico remonta el río en la curva próxima al embarcadero de San Esteban.

La Ribeira Sacra es una zona que comprende las riberas de los ríos Cabe, Sil y Miño, en la zona sur de la provincia de Lugo y el norte de la provincia de Orense, en Galicia, España. Se convino que la capital de la zona fuera la ciudad de Monforte de Lemos (Lugo), que también es la localidad más poblada.
El 5 de abril de 2019 fue aprobado por el Consejo de Patrimonio Histórico del Ministerio de Cultura su candidatura a la lista de Patrimonio de la Humanidad de la Unesco, decisión que se ha visto aplazada hasta el año 2025. Fue declarada el 15 de septiembre de 2021, así como las sierras del Oribio y el Caurel, nueva Reserva de la Biosfera, convirtiéndose en la séptima reserva gallega que cuenta con este prestigioso reconocimiento internacional.

## Toponimia

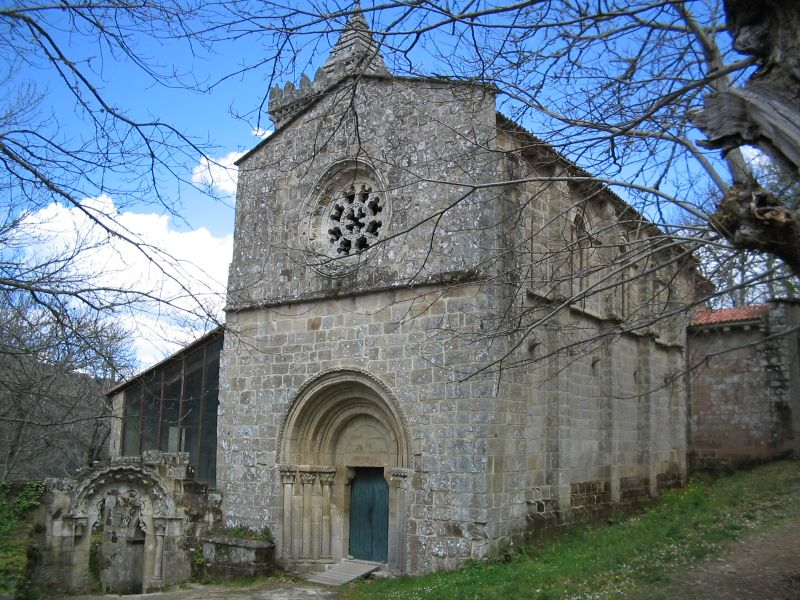
Monasterio de Santa Cristina de Ribas de Sil en el municipio de Parada de Sil. Es uno de los numerosos ejemplos de establecimientos religiosos de arquitectura románica, documentado desde el año 876, presentes en esta región natural y que llevaron a creer que ese era el origen de la denominación medieval de "Rivoira Sacrata"

El primer testimonio escrito del topónimo es el documento fundacional del monasterio de Santa María de Montederramo, otorgado en Allariz, el 21 de agosto de 1124 por Teresa de Portugal, junto con su hijo, el futuro Alfonso I de Portugal, y el conde Fernando Pérez de Traba cuando donaron locum qui dicitur Rouoyra Sacrata, qui est in Monte de Ramo, territorio Caldelas (el lugar llamado Rovoyra Sacra que se encuentra en Montederramo, territorio de Caldelas).
La nomenclatura se populariza a raíz de la publicación, traducción y comentario de dicho documento por el historiador Fray Antonio de Yepes, que señaló que el documento hacía referencia a la zona como Rivoira Sacra, traduciéndolo como "Ribeira Sacra", en referencia a la gran cantidad de monasterios existentes en la zona.
El historiador Manuel Vidán Torreira pondría en duda esta traducción en 1987, con la publicación de una serie de artículos en La Voz de Galicia y un trabajo titulado El roble sagrado de la Rivoira Sacrata. Vidán deriva "riboira/reboira/reboiro", y concluye que Rivoira respondería antes a "Roble" que a "Ribera".
Pero esta tesis adquiriría más relevancia gracias a otro historiador, Torquato de Souza Soares, que, sometiendo a estudio crítico el documento fundacional y publicándolo en facsímil, encuentra un error en la transcripción de Fray Antonio de Yepes, y señala que en el documento se lee claramente Rovoyra y no Rivoira; lo cual se aparta de "Ribera" y podría tener el significado de "Robledal", del latín Rubus. 
Vidán ya nos pone con su trabajo en sintonía con la obra de James Frazer La rama dorada, donde se recogen las tradiciones celtas en torno al roble, árbol al que tenían por sagrado y guardián del espíritu de la tribu, siendo los bosques de robles lugares de objeto de veneración. 
Vidán también se refiere al propio topónimo de Montederramo como una probable alusión al muérdago recogido por los druidas, para reforzar la visión del origen de este topónimo antes como Robledal Sagrado que como el ya establecido popular y turísticamente de "Ribera Sagrada" (Ribeira Sacra).

## Geografía
La Ribeira Sacra está formada por los siguientes municipios, pertenecientes a dos provincias:
- Bóveda, Carballedo, Chantada, Monforte de Lemos, Pantón, Paradela, Puebla del Brollón, Puertomarín, Quiroga, Ribas de Sil, Saviñao, Sober y Taboada, en la provincia de Lugo.
- Castro Caldelas, Esgos, Junquera de Espadañedo, Montederramo,  Nogueira de Ramuín, Parada de Sil, La Peroja y La Teijeira, en la provincia de Orense.

## Naturaleza

### Cañón del Sil
El Cañón del Sil ejerce de frontera natural entre las provincias de Orense y Lugo. En la vertiente orensana corresponde al núcleo poblacional de Peares, a los municipios de Nogueira de Ramuín, Parada de Sil, La Teijeira y Castro Caldelas. En la vertiente luguesa forman parte de la Ribeira Sacra los municipios de Ribas de Sil, Quiroga, Puebla del Brollón, Monforte de Lemos, Sober y Pantón.
La génesis del Cañón del Sil no es fluvial sino tectónica. Su encajamiento se produjo en el Cuaternario y la morfología de su cauce se puede deber al hecho de discurrir por fracturas que partieron el terreno en bloques gigantescos al comenzar el basculamiento de la planicie, que se elevó por el Sur y por el Oeste. La acción erosiva de las aguas del Sil ahondó luego este barranco encajado en dirección este-oeste.
La Ribeira Sacra es especialmente conocida por sus tesoros naturales y biológicos, constituyendo un vastísimo ecosistema de gran variedad y riqueza. Son de destacar el Meandro de A Cubela en Ribas de Sil y los Cañones del Sil, por su espectacular paisajística. Esta es una zona en la que el río discurre encajonado a través de paisajes y montañas que han sido descritos como de enorme belleza; los cañones disponen de miradores habilitados para admirar su impactante monumentalidad, así como de un catamarán abierto al público que transita los cañones de uno a otro lado.

### Riberas del Miño

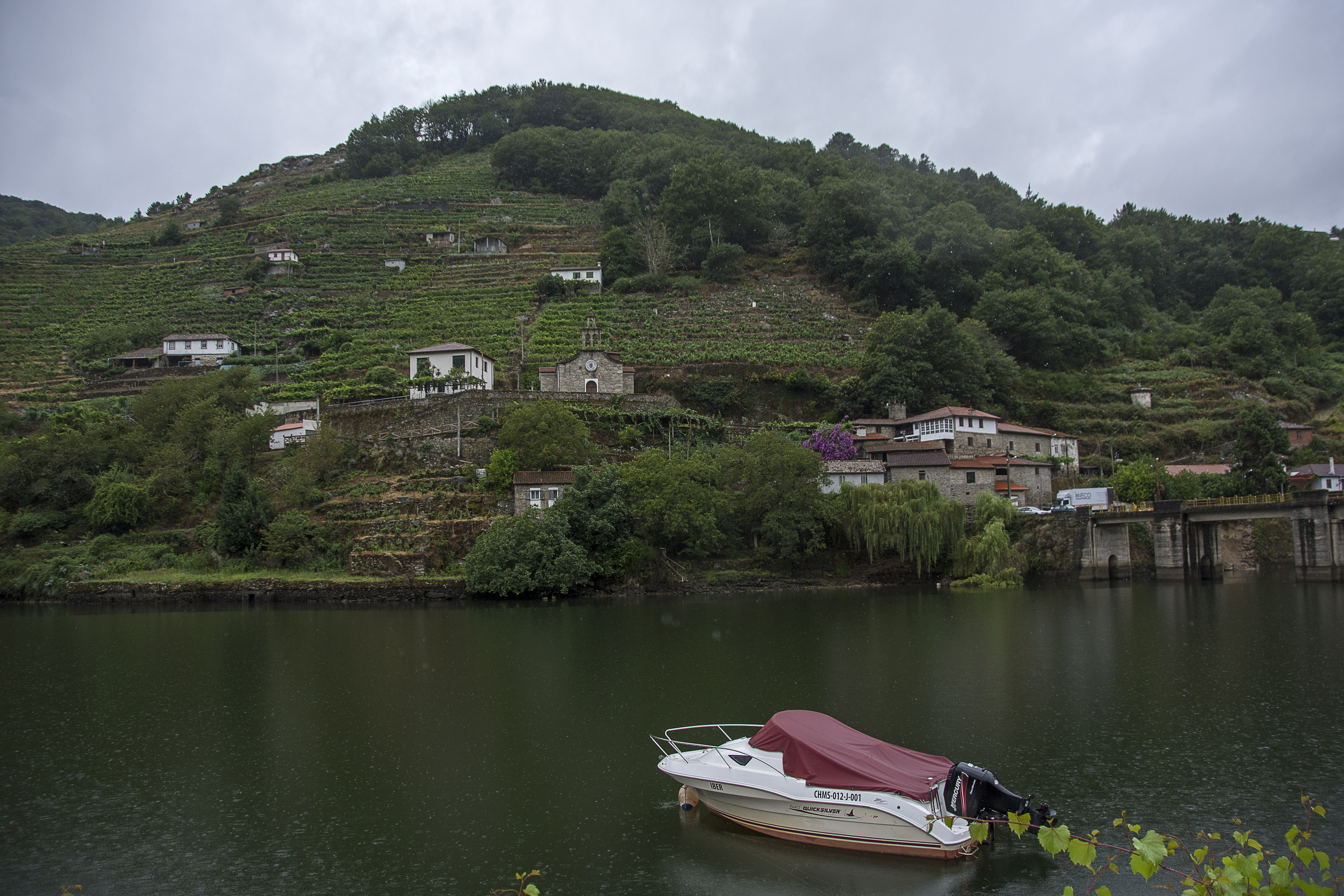
Vista del río Miño a su paso por Belesar.

## Patrimonio
El topónimo «Ribeira Sacra» podría proceder de la Edad Media y, en un principio, se pensó que el origen de su denominación estaría en el latín «Rivoira Sacrata» y que podría responder a la gran cantidad de monasterios y templos ubicados en los monumentales cañones y escarpadas laderas que jalonan la zona. Actualmente se pueden visitar 18 monasterios en los que cabe destacar el recientemente creado Parador de San Esteban de Ribas de Sil, en el Ayuntamiento de Nogueira de Ramuín (Orense), y el de Monforte de Lemos (la mayor parte del tramo del Cañón discurre en el municipio de Pantón en la provincia de Lugo). Otros destacables son:
- San Pedro de Bembibre
- Taboada dos Freires
- San Paio de Diomondi
- Santo Estevo de Ribas de Sil
- Santa María de Pesqueiras
- Montederramo
- Santa María de Junquera de Espadañedo
- San Pedro de Rocas
- Ferreira de Pantón
- San Paio de Abeleda
- Santa Cristina de Ribas de Sil
- San Esteban de Ribas de Miño

## Denominación de origen

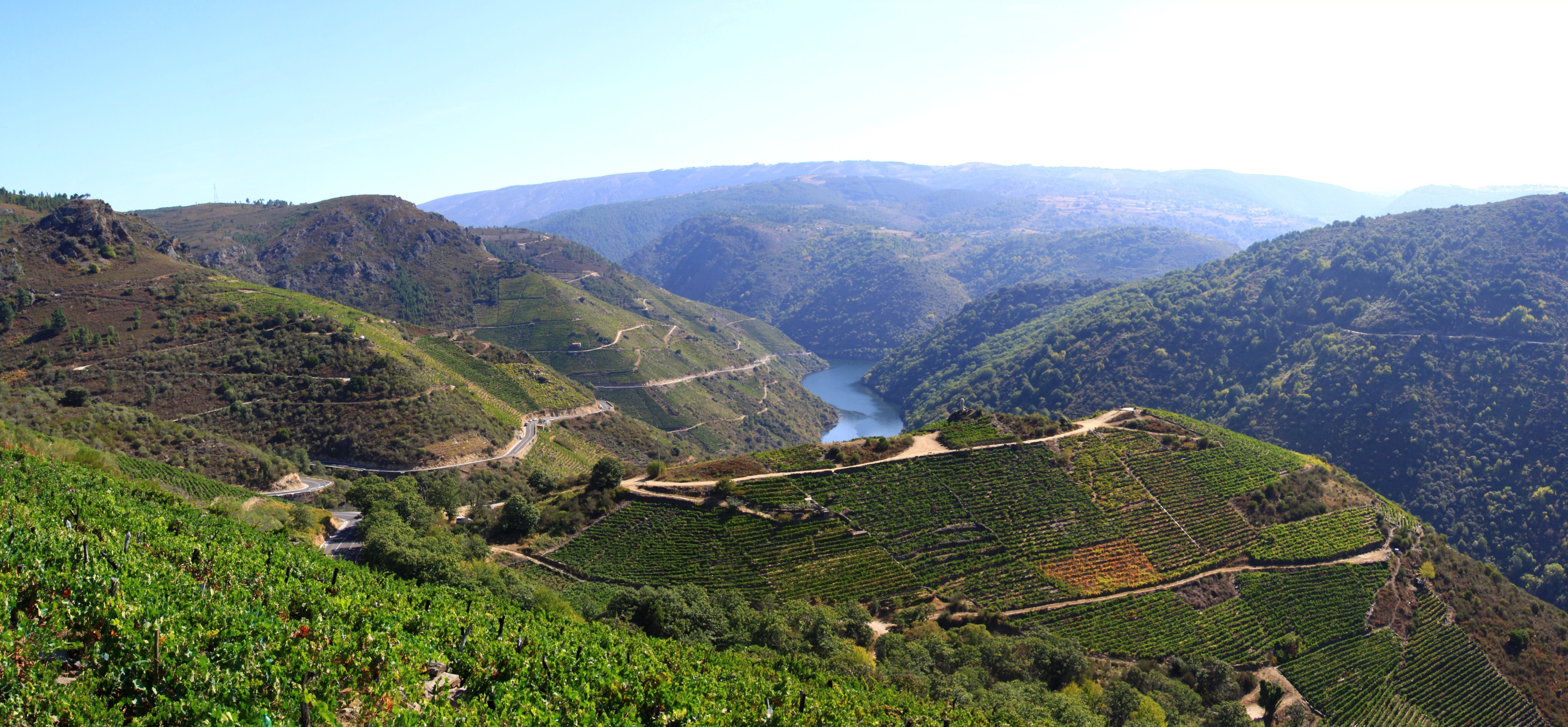
Vista del paisaje de la Ribeira Sacra desde el municipio lucense de Sober, donde pueden apreciarse los viñedos en las laderas escalonadas del cañón.

La Ribeira Sacra, como denominación de origen, es también conocida por la calidad de sus vinos, muy recurridos en la gastronomía gallega, a los que popularmente se conoce en la zona con el nombre genérico de mencía, debido a que son elaborados principalmente con la variedad de uva mencía, aunque también se usa la variedad godello. Las viñas, que se pueden contemplar siguiendo el curso del río, están dispuestas en un sistema de escalones de piedra, llamados socalcos, a lo largo de la ribera, y datan de la época romana.
Los romanos ya tenían en gran aprecio estos vinos, que son afrutados y de gran presencia, ideales para disfrutar con carnes, y se decía, que una de las variantes de este vino, el Amandi (procedente de la zona del mismo nombre), se le hacía traer al César desde la Gallaecia romanizada.

## Senderismo

### Camino de Santiago

#### Camino de Invierno
Esta ruta a Santiago era usada por los peregrinos en los meses de invierno, para evitar el paso por los montes de Ancares y El Cebrero, que suelen estar cubiertos por la nieve. El Camino de Invierno constituye una alternativa al Camino de Santiago francés un poco más al sur, siguiendo el curso del río Sil para pasar de El Bierzo a Galicia. 
Un tramo de este camino pasa por la Ribeira Sacra. Entra por Quiroga y se desvía del curso del río Sil en Ribas de Sil, donde asciende hacia el norte hasta Barxa de Lor. Posteriormente pasa por Puebla del Brollón y entra en la ciudad de Monforte de Lemos, donde cruza el río Cabe por el puente romano. De ahí se dirige a Belesar, donde cruza el río Miño antes de llegar a Chantada.